# Andouillé-Neuville
Andouillé-Neuville is een gemeente in het Franse departement Ille-et-Vilaine (regio Bretagne). De plaats maakt deel uit van het arrondissement Rennes. Andouillé-Neuville telde op 1 januari 2022 1.006 inwoners.

## Geografie
De oppervlakte van Andouillé-Neuville bedroeg op 1 januari 2022 12,61 vierkante kilometer; de bevolkingsdichtheid was toen 79,8 inwoners per km².

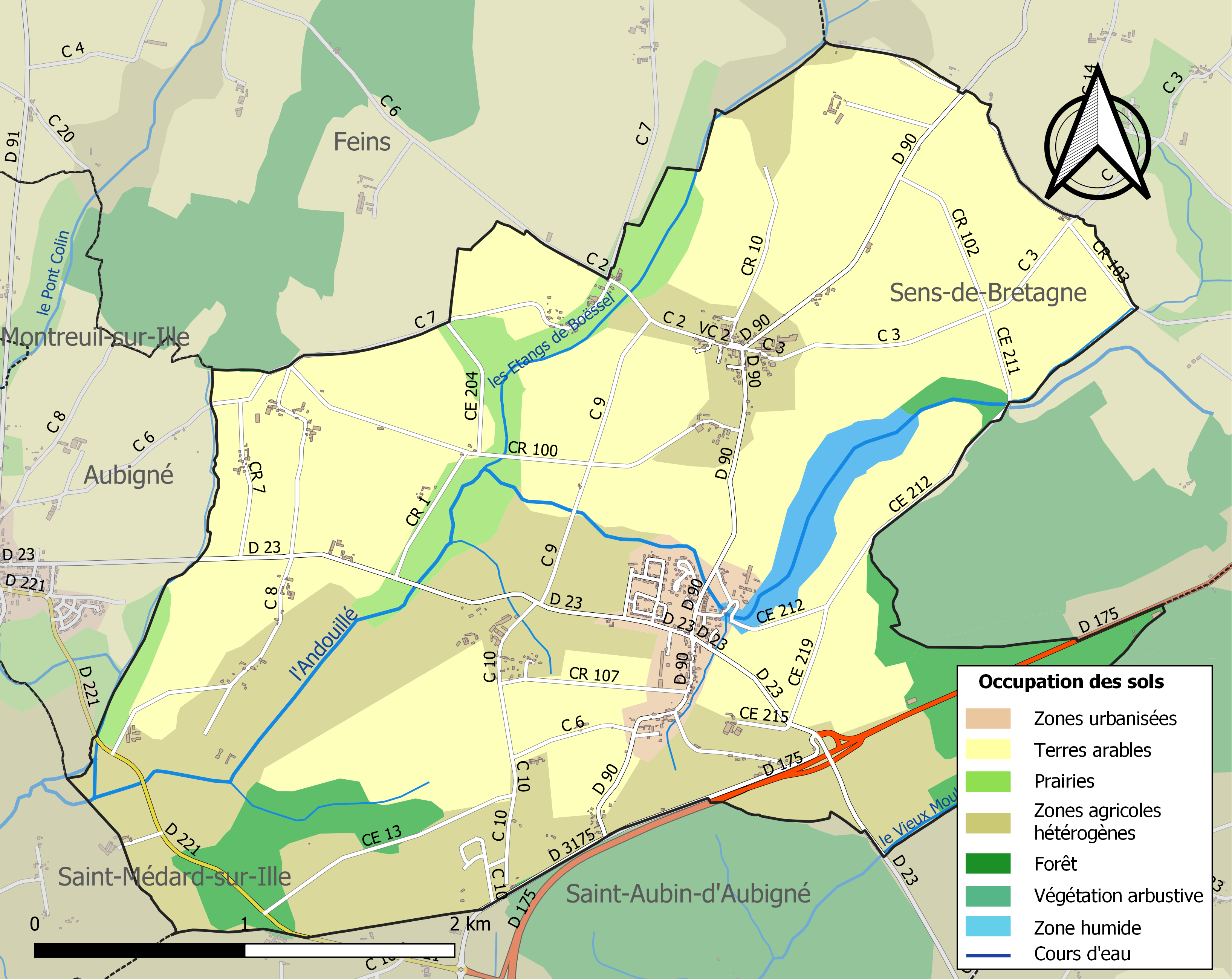
Kaart van de gemeente met belangrijkste infrastructuur, bodemgebruik en omliggende gemeenten

## Demografie
Onderstaande figuur toont het verloop van het inwonertal (bron: INSEE-tellingen).